# Anu Kaipainen
Anu Kaipainen (ur. 14 marca 1933 w Muolaa, zm. 29 września 2009 w Helsinkach) – powieściopisarka, poetka i scenarzystka.

## Życiorys i twórczość
Urodziła się w rodzinie nauczycielskiej 14 marca 1930 w Muolaa w Karelii. Ukończyła studia filozoficzne. Pracowała jako nauczycielka w Kiuruvesi, Helsinkach, Kauniainen, Viinijärvi i Oulu. Pisała recenzje literackie do gazet.
Od 1967 poświęciła się całkowicie pracy pisarskiej. Już jej pierwsze powieści Cienkie igły (1960), Mezzoforte (1962), Dwa semestry (1964) oraz zbiór poezji Z założonymi rękami (1961) były dowodem na oryginalność dzieł Kaipainen i jej swoisty styl. Jej powieści opowiadają o życiu mieszkańców prowincjonalnego miasta, a szczególnie małomiasteczkowych nauczycieli. Treścią utworów są ich konflikty zarówno z młodzieżą, jak i we własnym gronie. Autorka porusza również trudne problemy dojrzewającej młodzieży. W miarę upływu czasu widoczny jest coraz głębszy stosunek autorki do poruszanej problematyki.
Największym osiągnięciem pisarki jest powieść Aarchanioł w Oulu (1967) – groteskowy obraz wojny fińskiej w latach 1808–1809 widzianej z perspektywy mieszkańców małego miasteczka, jakim było wówczas Oulu. Sceniczny odpowiednik powieści stanowi sztuka Balet róż (1966) – satyryczny moralitet wymierzony przeciwko purytanizmowi.
Kolejna powieść Magdalena i dzieci świata (1969) traktuje z humorem o codziennych problemach współczesności. Istotne w jej twórczości są też powieści: Kobieta w żałobie (1971), Panna z czerwonym sznurem (1973) i Tańce kobiet (1975).
Dwukrotnie otrzymała Fińską Nagrodę Państwową. Zmarła 29 września 2009 w Helsinkach.